# Diego de Saavedra Fajardo
Diego de Saavedra Fajardo (Algezares, 6 maggio 1584 – Madrid, 24 agosto 1648) è stato uno scrittore e diplomatico spagnolo.

## Biografia
Nato ad Algezares (Murcia) nel 1584, fece i primi studi nel seminario di Murcia e poi quelli di giurisprudenza nell'Università di Salamanca, dove conseguì il titolo di baccelliere il 21 aprile 1606. Di famiglia nobilissima e ricca, oriunda della Galizia, fu insignito nel 1607 dell'abito dell'Ordine di Santiago. Era già entrato l'anno avanti nella carriera diplomatica come familiare e segretario del cardinale Gaspar de Borja, ambasciatore di Spagna a Roma, e che poi seguì a Napoli. Con lui partecipò al conclave in cui, nel 1621, fu eletto Papa Gregorio XV, quindi all'altro del 1623 per l'elezione di Papa Urbano VIII. Importanti cariche ebbe nella corte pontificia e missioni diplomatiche nelle più importanti corti di Europa: in Spagna, in Germania, a Ratisbona quale ministro di Spagna, a Monaco di Baviera, in Borgogna, nella Franca Contea, nei Cantoni Svizzeri, di nuovo a Ratisbona per la dieta generale dell'impero, dove compose un Discurso sobre el estado de Europa; fu pure a Vienna nel 1640, a Münster nel 1643 come plenipotenziario per la pace di Vestfalia.
La principale opera del Saavedra è la Idea de un Príncipe político cristiano representada en cien empresas, scritta in Germania, pubblicata a Münster nel 1640, che, nel suo insieme, è il miglior trattato politico spagnolo del XVII secolo, uno dei moltissimi che si scrissero, si direbbe, a puntello della decadente e traballante monarchia. L'opera ebbe traduzioni in molte lingue di Europa e in latino, e più edizioni fino all'ultima di Vicente García de Diego del 1927. Sono 101 capitoli chiamati empresas (nome che nel Cinque e seicento designò un'arte e un genere letterario artificioso, diffusissimo). Alla dissertazione di ciascun capitolo è premessa un'"impresa", ossia un disegno simbolico, allegorico, accompagnato da un motto latino, forzati l'uno e l'altro a significato etico e politico, che danno materia e argomento ciascuno a un commento inteso a tracciare le qualità etiche e politiche che devono adornare un immaginario principe perfetto, il prototipo del principe cristiano. Manifesto è lo scopo di contrapporlo a quello del Machiavelli. Altra opera importante è la República literaria. Fu pubblicata postuma nel 1655 e con diverso titolo: Juicio de artes y ciencias sotto il nome di Claudio Antonio de Cabrera. È uno scritto critico e storico delle arti, delle lettere e delle scienze impersonate nei più illustri rappresentanti di esse in tutti i paesi e in tutte le epoche; è una visione allegorica, una rassegna satirica, a tratti pessimistica e garbatamente ironica del mondo intellettuale del mondo antico e moderno, suggerita all'autore dal vedere sì gran numero di libri e sempre crescente ogni giorno. Immagina di avere in sogno la visione di una città dalle colonne abbaglianti d'oro e di argento, abitata da eminenti letterati, artisti e scienziati. La visita, facendogli da guida Marco Terenzio Varrone. Si conferma nell'opinione che gli intellettuali vivono più delle astrazioni e della speculazione che della realtà e della pratica, che la repubblica dotta, letteraria non serve alla vita della società, bensì occorre la repubblica attiva e fattiva. Di qui la malinconica constatazione che gli studi sono un inganno, la scienza un fallimento e i sapienti degli illusi.
Oltre ad alcune poesie in latino e in castigliano, scrisse due opuscoli; l'uno, un dialogo lucianesco fra Mercurio e Luciano, intitolato Locuras de Europa, di carattere politico e diplomatico, per dimostrare che l'Europa è pazza perché ingrata e ostile a casa d'Austria prodiga di tanti benefici; l'altro, la Politica y razón de estado del Rey Católico don Fernando, che è quasi un compendio della dottrina delle empresas incarnata in quel re.
Di un'altra opera che si era tracciato e proposto di scrivere, la Corona gótica, castellana y austríaca (1645) scrisse solo la prima parte, la storia dei Goti in Spagna. Continuò le altre due Alonso Núñez de Castro nel XVIII secolo.

## Opere

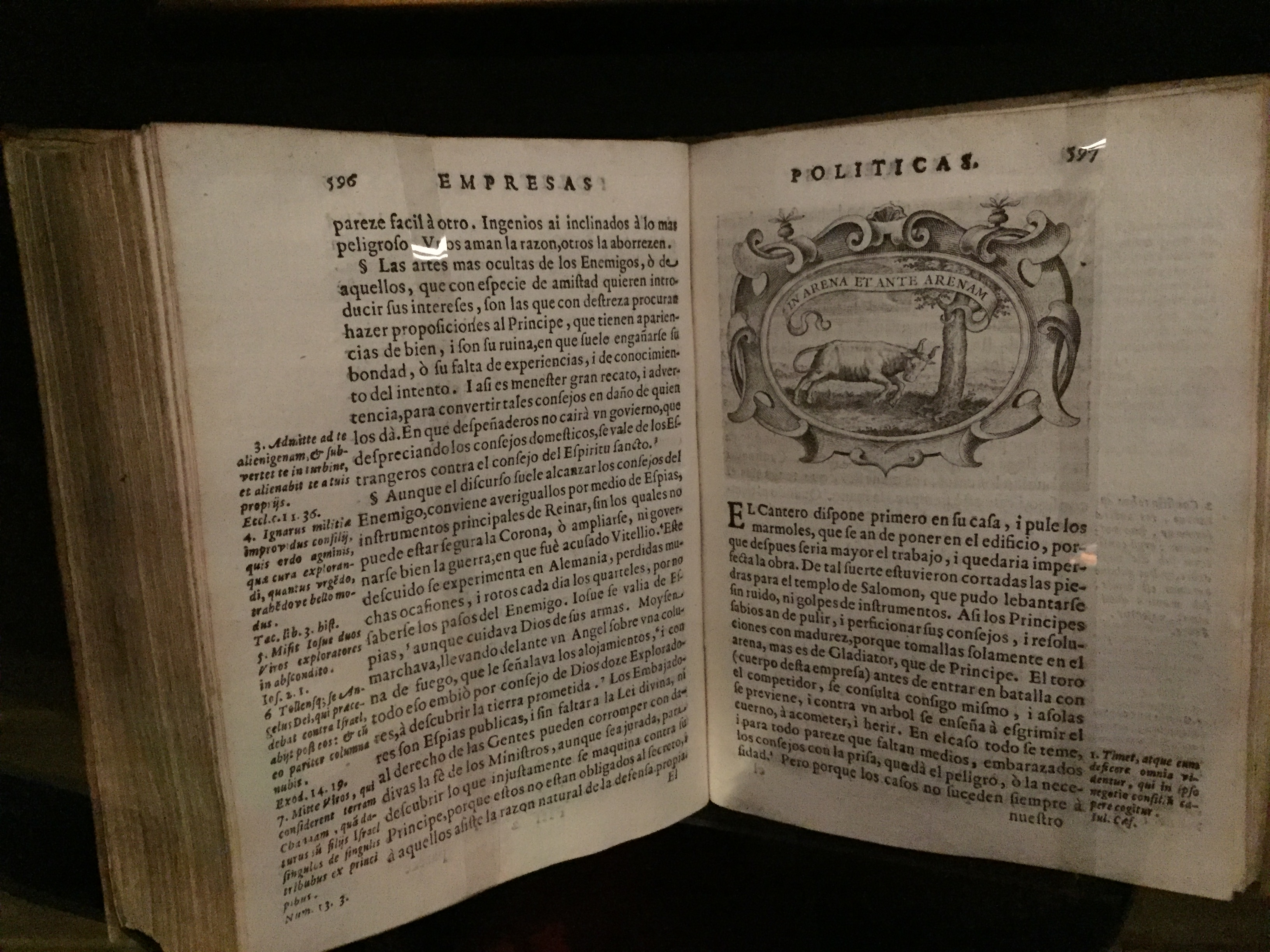
Esemplare dell'Idea de un principe politico cristiano esposto nella Casa della storia europea.

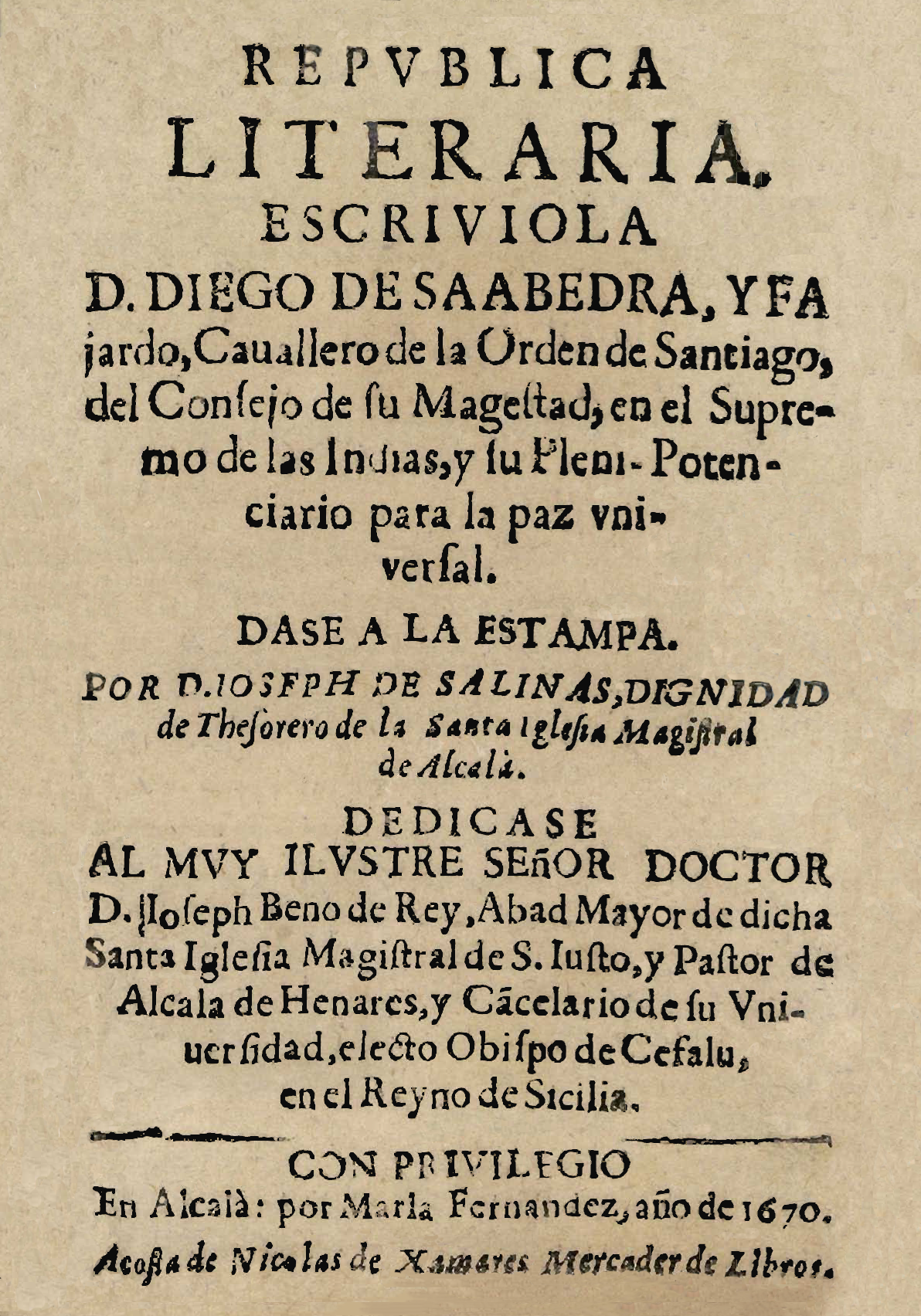
República literaria (Alcalá de Henares, 1670).

- Idea de un Príncipe Político Christiano representada en cien empresas. Münster, Nicolao Enrico, 1640; Milano, s.i., 1642; più volte ripubblicata e tradotta in varie lingue;
- Corona gothica castellana y austriaca políticamente ilustrada, Münster, en casa de Juan Jansonio, 1646. Più volte ripubblicata sia in Spagna che all'estero; Fajardo, che si era proposto di completarla, scrisse solo la prima parte, che racconta la storia del dominio visigoto in Spagna. Continuò le altre due Alonso Núñez de Castro nel sec. XVIII;
- Juicio de artes y ciencias, con lo pseudonimo di Claudio Antonio de Cabrera. Madrid, Iulian de Paredes, 1655;
- Obras de don Diego de Saavedra Faxardo cavallero del Orden de S. Iago, del Consejo de su magestad en el Supremo de las Indias ... Que contienen 1. Idea de un príncipe político christiano, representada en cien empresas. 2. Corona Gothica, Austriaca y Castellana dividida en dos partes, la segunda parte nunca imprimida. 3. La republica litteraria, Anversa, Jan Baptist Verdussen, 1677-1678. Ristampate dallo stesso editore nella stessa città, 1678-1687. 3 voll.;
- Locuras de Europa, s.l., s.i., 1748.
- Obras. Madrid, M. Rivadeneyra, 1853. [Biblioteca de Autores Españoles, 25]. [riedite nel 1861, nel 1866, nel 1926 e nel 1947];
- Sus pensamientos, sus poesías, sus opúsculos precedidos de un discurso preliminar crítico, biográfico y bibliográfico sobre la vida y obras del autor e ilustrados con notas, introducciones y una genealogía de la casa de Saavedra, por el Conde de Roche y D. José Pío Tejera. Madrid, Fortanet, 1884;
- Obras. Madrid, Sucesores de Hernando, 1910. [Biblioteca de Autores Españoles, 25]. [riedite nel 1861, nel 1866, nel 1926 e nel 1947];
- República literaria, Locuras de Europa, Política y razón de Estado del Rey Católico D. Fernando, nota preliminar por Jacinto Hidalgo. Madrid, Atlas, 1944. [Colección Cisneros, 71];
- Obras completas, recopilación, estudio preliminar, prólogo y notas de Ángel González Palencia. Madrid, Aguilar, 1946;
- Introducción a la política y razón de Estado del rey católico don Fernando, 1631; con estudio preliminar de Alberto Blecua, texto de Jorge García López, Barcelona, Asociación de Bibliófilos de Barcelona, 1984;
- Relación de las cosas que hay dignas de saberse de Roma para quien trata del servicio del Rey en España, edición de José María Díaz Fernández. La Coruña, Xunta de Galicia, 2000;
- Dispertador a los trece Cantones esguízaros (1638);
- Propuesta realizada a la Dieta de Cantones católicos en Lucerna (1639);
- Noticias del tratado de neutralidad entre el condado y ducado de Borgoña (1641).